# Horisme jansei
Horisme jansei là một loài bướm đêm trong họ Geometridae.